# حزقيال ليزكانو
حزقيال ليزكانو (بالإسبانية: Ezequiel Lezcano)‏ هو لاعب كرة قدم أرجنتيني في مركز الوسط، ولد في 15 أبريل 1981 في Esperanza, Santa Fe ‏ في الأرجنتين. لعب مع ليبرتاد دي سونتشاليس.

## وصلات خارجية
- حزقيال ليزكانو على موقع Soccerway.com (الإنجليزية)